# كفر الواصلين
قرية كفر الواصلين هي إحدى القرى التابعة لمركز أطفيح في محافظة الجيزة في جمهورية مصر العربية. حسب إحصاءات سنة 2006، بلغ إجمالي السكان في كفر الواصلين 12444 نسمة، منهم 6257 رجل و6187 امرأة.